# André Rebouças
André Pinto Rebouças (Cachoeira, 13 de janeiro de 1838 – Funchal, 9 de maio de 1898) foi um engenheiro, inventor e abolicionista brasileiro.
Um dos mais importantes articuladores do movimento abolicionista e monarquista, partiu para o exílio, juntamente com a família imperial, após a proclamação da república, em 15 de novembro de 1889. Passou os seis últimos anos de sua vida trabalhando pelo desenvolvimento de territórios africanos.

## Biografia
André Rebouças era filho de Antônio Pereira Rebouças (1798-1880) e Carolina Pinto Rebouças. Seu pai, filho de uma negra (nascida livre) e de um alfaiate português, era advogado autodidata, deputado e conselheiro de Pedro II. Foi sobrinho do Dr. Manuel Maurício Rebouças, médico, professor da Faculdade de Medicina da Bahia e combatente da Guerra de Independência do Brasil.
Em fevereiro de 1846, a família Rebouças emigrou para o Rio de Janeiro, estabelecendo-se num sobrado na antiga Rua de Matacavalos, atualmente Rua do Riachuelo. Em 1854, André Rebouças ingressou na Escola Militar do Rio de Janeiro, concluindo o curso preparatório para oficialato em 1857 como 2° tenente. Bacharelou-se em Ciências Físicas e Matemáticas pela Escola Militar da Praia Vermelha em 1859, obtendo o grau de engenheiro militar em 1860.
Em janeiro de 1861, a Escola Militar deferiu o requerimento de licença feito por André Rebouças para estudar na Europa, durante dois anos, sem deixar de receber os vencimentos. Por ocasião dessa viagem, conheceu Paris, Londres, Liverpool e Manchester. Retornou ao Brasil em novembro de 1862.

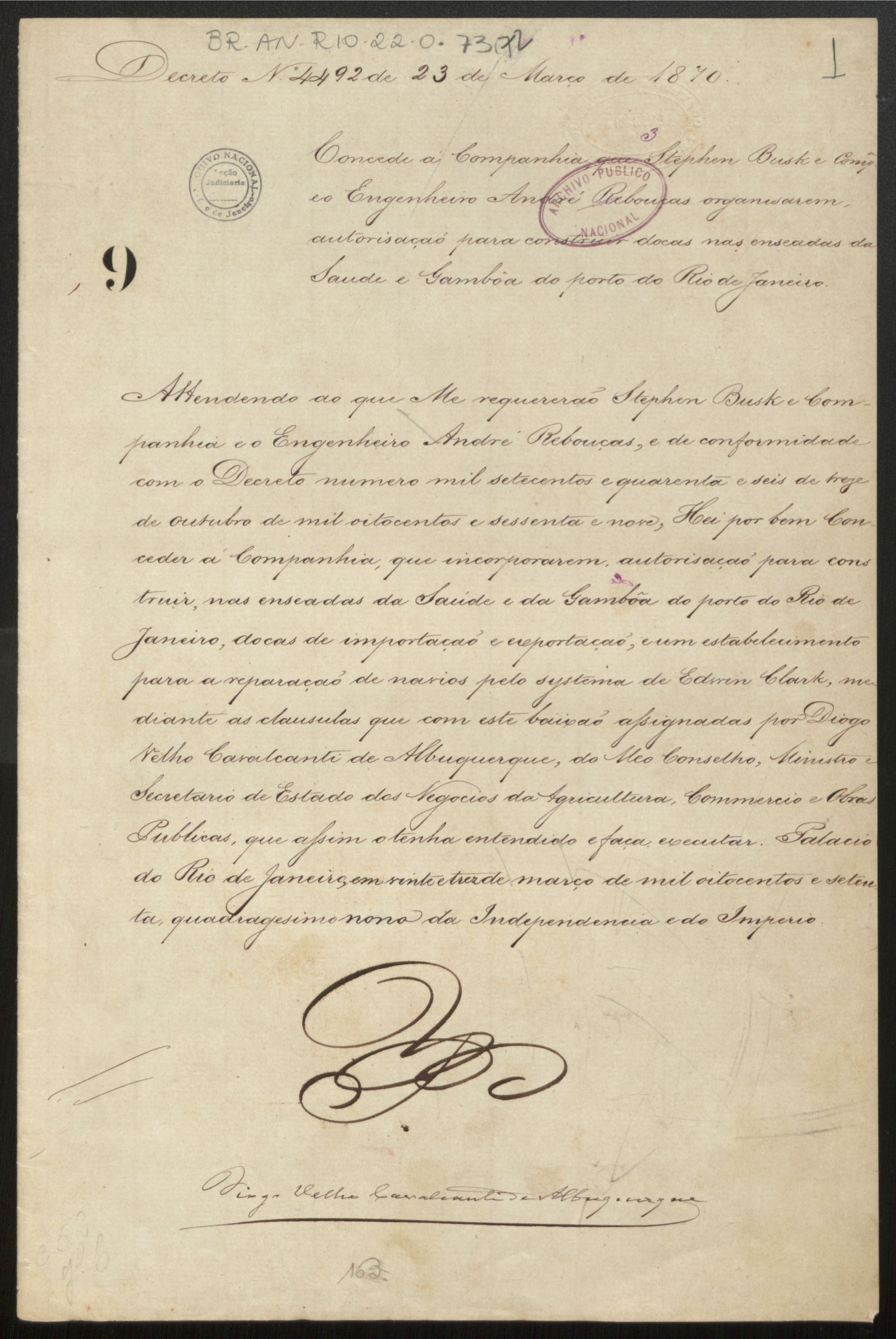
Decreto n.º 4.492, de 23 de março de 1870, que concede à companhia de Stephen Busk e de André Rebouças autorização para construir docas nas enseadas da Saúde e Gamboa do porto do Rio de Janeiro (Arquivo Nacional)

Dois dos seus seis irmãos, Antônio Pereira Rebouças Filho e José Rebouças, também eram engenheiros. André ganhou fama no Rio de Janeiro, então capital do Império do Brasil, ao solucionar o problema de abastecimento de água, trazendo-a de mananciais fora da cidade.
Servindo como engenheiro militar na Guerra do Paraguai, André Rebouças desenvolveu um torpedo, utilizado com sucesso.

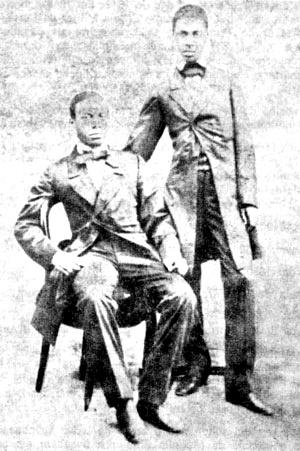
André Rebouças e seu irmão Antônio Rebouças.

Em 1871, André e seu irmão Antônio, também engenheiro, apresentaram ao imperador D. Pedro II o projeto da estrada de ferro ligando a cidade de Curitiba ao litoral do Paraná, na cidade de Antonina. Quando da execução do projeto, o trajeto foi alterado para o porto de Paranaguá. Até hoje, essa obra ferroviária se destaca pela ousadia de sua concepção.
Ao lado de Machado de Assis, Cruz e Sousa e José do Patrocínio, André Rebouças foi um dos representantes da pequena classe média negra em ascensão no Segundo Reinado e uma das vozes mais importantes em prol do abolicionismo no Brasil. Ajudou a criar a Sociedade Brasileira Contra a Escravidão, ao lado de Joaquim Nabuco, José do Patrocínio e outros. Participou também da Confederação Abolicionista e redigiu os estatutos da Associação Central Emancipadora.
Participou da Sociedade Central de Imigração, juntamente com o Visconde de Taunay.
Incentivou a carreira de Carlos Gomes, autor da ópera O Guarani.
Entre setembro de 1882 e fevereiro de 1883, Rebouças permaneceu na Europa, retornando ao Brasil para dar continuidade à campanha pela abolição da escravatura. Ao participar do último baile do império, na Ilha Fiscal, em 9 de novembro de 1889, quase às vésperas da proclamação da república teve seu convite para dançar recusado por uma dama. Observando o ocorrido, o imperador D. Pedro II imediatamente solicitou à Princesa Isabel para ser seu par. Com a abolição, veio também a queda do império, e, assim, em 1889, André Rebouças embarcou, juntamente com a família imperial, com destino à Europa. Por dois anos, ele permanece exilado em Lisboa, como correspondente do The Times de Londres. Posteriormente, transferiu-se para Cannes, onde permaneceu até a morte de D. Pedro II, em 1891.
Em 1892, Rebouças aceitou um emprego em Luanda, onde permaneceu por 15 meses. A partir de meados de 1893, residiu em Funchal, na Ilha da Madeira, até sua morte no dia 9 de maio de 1898.

## Toponímia
A avenida Rebouças, na cidade de São Paulo (originalmente chamada rua Doutor Rebouças) homenageia André Rebouças. O túnel Rebouças, no Rio de Janeiro, foi assim nomeado em memória de André Rebouças e Antônio Rebouças. Os irmãos Rebouças também são homenageados em outras cidades do Brasil, como Porto Alegre (Rua Engenheiro Antônio Rebouças) e Curitiba (bairro Rebouças e Rua Engenheiros Rebouças). O nome da cidade de Rebouças (Paraná) também é uma homenagem ao engenheiro Antonio Rebouças.

## Homenagem
O Clube de Engenharia prestou homenagem a André Rebouças em 1988, no ano do Centenário da Abolição da Escravatura. Na oportunidade, os Correios e Telégrafos lançaram a nova marca postal brasileira, com o álbum contendo selos referentes a ele.
O navio-tanque André Rebouças, classe Suezmax, da Transpetro, foi batizado com o seu nome em dezembro de 2014 e a viagem inaugural foi realizada em maio de 2015.
Em outubro de 2024, o presidente Luiz Inácio Lula da Silva sancionou a Lei nº 15.003, autoria do Deputado Alessandro Molon, que inscreve o nome de André Rebouças no Livro dos Heróis e Heroínas da Pátria.

## Cronologia
- 1838 - Nasce em Cachoeira, na Bahia, com o nome de André Pinto Rebouças, filho de Antônio Pereira Rebouças e Carolina Pinto Rebouças.
- 1842 - A família Rebouças muda-se para o Rio de Janeiro. André convalesce de um ataque de varíola.
- 1854 - André e seu irmão, Antônio, ingressam no curso de engenharia da Escola Militar.
- 1858 - Os irmãos Rebouças concluem o curso de engenharia.
- 1860 - André e Antônio são promovidos a primeiro-tenente e recebem a "Carta de Engenheiro Militar".
- 1861 - De posse de uma bolsa de estudos, os dois irmãos embarcam para a Europa.
- 1862 - 25 de outubro: os Rebouças, de regresso ao Brasil, começam a procurar emprego.
- 1863 - André é nomeado para inspecionar as fortalezas do sul do Brasil. Permanece, ao lado de Antônio, em Santa Catarina.
- 1864 - 1 de janeiro: André volta à Corte. Antônio permanece em Santa Catarina.

Não conseguindo apoio para a sua ideia de construir diques múltiplos no porto do Rio de Janeiro, André aceita uma comissão para estudar remodelações no porto do Maranhão.
Começa a Guerra do Paraguai.
- 1865 - André volta ao Rio de Janeiro e apresenta-se como voluntário da pátria, seguindo direto para o teatro das operações militares.

Cerco de Uruguaiana. André faz amizade com o Conde D'Eu, que acompanha o imperador em visita ao campo de batalha.
Morre sua mãe Carolina Rebouças, no Rio.

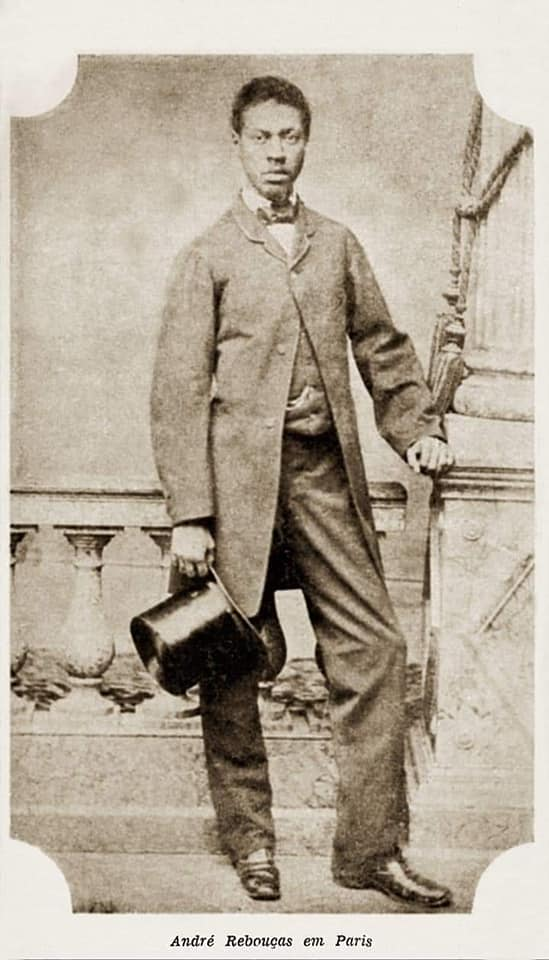
O jovem André Rebouças em Paris (c.1862)

- 1866 - Abril: André participa da luta em Passo da Pátria.

Maio: André é atacado pela pneumonia.
Junho: participa da defesa de Tuiuti, mas é novamente afastado da batalha; contraíra varíola.
Julho: volta ao Rio e, pouco depois, desliga-se do Exército.
Outubro: Zacarias de Góis e Vasconcelos, ministro da Fazenda, nomeia André Rebouças inspetor das alfândegas do Rio de Janeiro.
- 1871 - Depois de dar início a inúmeras obras e empreendimentos, por motivos políticos André é demitido de seu cargo.
- 1872 - Viaja novamente à Europa, onde se empenha em obter auxílio para Carlos Gomes, que acabara de compor a Fosca.
- 1873 - Junho: depois de sua excursão pela Europa, André chega a Nova Iorque, onde sente o peso do preconceito racial.

Julho: volta ao Brasil.
- 1874 - Passa a evitar a vida social na Corte. Limita-se a publicar nos jornais artigos sobre os mais variados assuntos.

Morre seu irmão Antônio.
- 1880 - Morre Antônio Pereira Rebouças, pai de André.

André, pelos jornais, engaja-se definitivamente na campanha abolicionista.
Consegue o cargo de professor da Escola Politécnica.
- 1883 - É eleito tesoureiro da Confederação Abolicionista. É o grande financiador e um dos que orientam a campanha no Rio de Janeiro.
- 1884 - Libertação dos escravos no Ceará, Amazonas e depois em Porto Alegre.
- 1888 - É extinta a escravidão no Brasil.

Rebouças procura reagir à corrente republicana.
- 1889 - Proclamada a República. André acompanha a família imperial brasileira ao exílio.
- 1891 - Morte de Dom Pedro II. Rebouças demonstra sinais de desequilíbrio emocional.

Embarca para a África.
- 1892 - André se estabelece em Funchal, na Ilha da Madeira.
- 1898 - É encontrado morto no mar, ao pé de uma rocha, bem em frente ao lugar onde morava.[13] Tinha 60 anos.